# Narwal
Der Narwal (Monodon monoceros) ist eine Art der Zahnwale (Odontoceti). Zusammen mit dem nahe verwandten Weißwal (Delphinapterus leucas) bildet er die Familie der Gründelwale (Monodontidae).

## Merkmale und Eigenschaften

Größenvergleich zwischen Narwal und Mensch

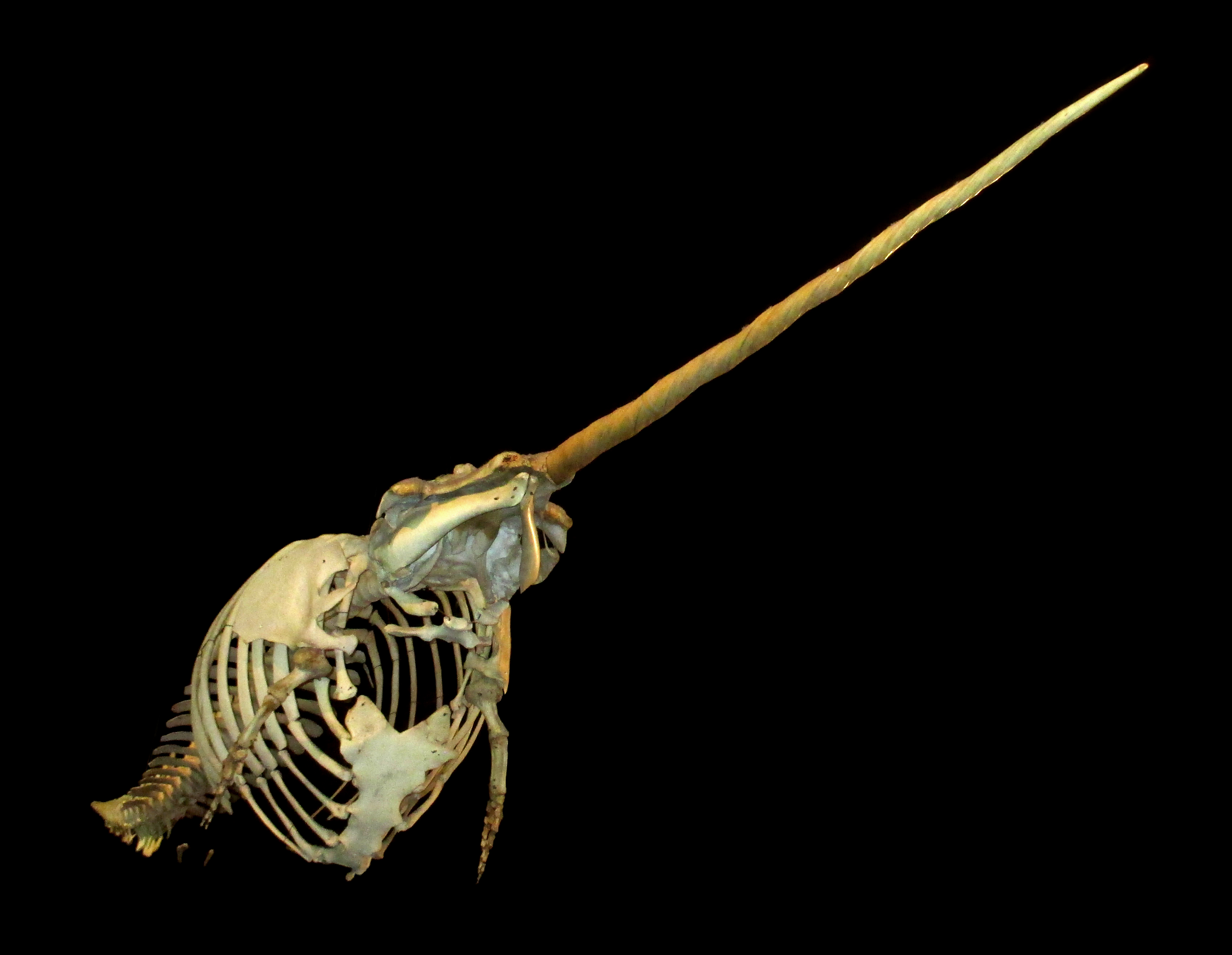
Montiertes Skelett eines Narwals

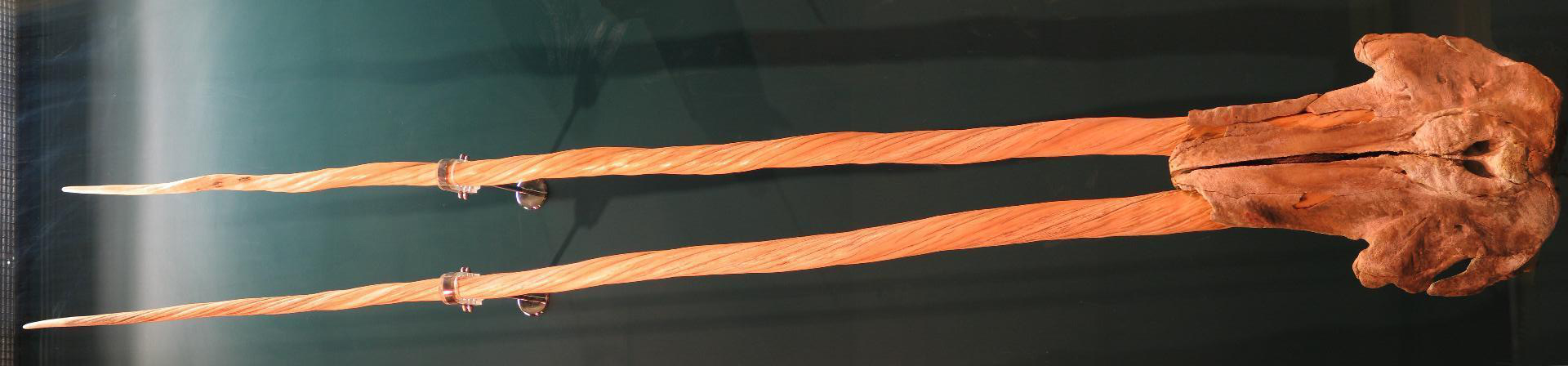
Weiblicher Narwalschädel mit zwei Stoßzähnen

Ohne Stoßzahn misst der Narwal vier bis fünf Meter. Das Männchen wird rund eineinhalb Tonnen schwer, das Weibchen etwas weniger als eine Tonne. Eine Finne fehlt dem Narwal. Entlang des hinteren Rückens weist er jedoch eine Reihe unregelmäßiger Höcker auf. Die Flipper genannten Brustflossen sind relativ kurz, am Ende eiförmig abgerundet und nach oben gebogen. Die Fluke ist am hinteren Rand bei beiden Flügeln stark konvex gebogen und unterscheidet sich somit deutlich von der aller anderen Wale. Der Kopf ist relativ kompakt. Eine ausgeprägte Schnauze fehlt und der Mund ist sehr klein und schmal mit nach oben gebogenen Mundwinkeln.
Die Grundfarbe des Narwals ist ein sehr helles Braun bis Weiß. Der Kopf und Nacken sowie der Rücken sind dunkel, fast schwarz, ebenso die Ränder der Flipper und der Fluke. Die Seiten sind mit grauen und schwarzbraunen Flecken gesprenkelt. Ältere Tiere sind meist heller gefärbt als jüngere.
Das hervorstechende Merkmal der Männchen ist ihr Stoßzahn (siehe auch Ainkhürn). Es handelt sich dabei um einen (meist den linken) Eckzahn (Caninus) des Oberkiefers, der schraubenförmig gegen den Uhrzeigersinn gewunden die Oberlippe durchbricht und bis zu drei Meter lang und acht bis zehn Kilogramm schwer werden kann. Das wahrscheinlich größte Exemplar der Welt befindet sich mit einer Länge von 2,74 Metern im Deutschen Ledermuseum in Offenbach am Main.
Der einzige weitere Zahn sitzt ebenfalls im Oberkiefer und bricht normalerweise nicht hervor. Weitere Zähne werden beim Männchen zwar embryonal im Kiefer angelegt, entwickeln sich jedoch üblicherweise nicht weiter. Wo dies in seltenen Fällen dennoch geschieht, können sich auch zwei Stoßzähne ausbilden. Beim Weibchen sind die Zähne meist normal entwickelt, doch kommt es gelegentlich ebenfalls zur Ausbildung eines oder sogar zweier Stoßzähne wie beim Männchen (was eine Unterscheidung der Geschlechter erschwert). Nicht selten bricht der Stoßzahn ab. Dann verschließt sich die Bruchstelle mit neuem Dentin.
Die Bedeutung des Stoßzahns war lange Zeit Anlass zu teilweise recht ungewöhnlichen Mutmaßungen. Ansichten, wie der Zahn diene zum Durchbrechen der Eisdecke oder zum Aufspießen von Fischen, zum Durchwühlen des Meeresbodens oder als Instrument bei der Echo-Ortung, wurden kontrovers diskutiert. In letzter Zeit werden zwei mögliche Funktionen favorisiert: hierarchiebestimmendes Merkmal von Dominanz (siehe Abschnitt zur Fortpflanzung) oder Sinnesorgan. So haben neueste Untersuchungen ergeben, dass der Zahn etwa 10 Millionen Nervenenden enthält, mit deren Hilfe vermutlich neben Wassertemperatur und -druck auch der Salzgehalt des Meerwassers und die Quantität von Beute in Abhängigkeit von der Tiefe erfassbar sind.
Gegen Kälte sind sie durch eine bis zu zehn Zentimeter dicke Speckschicht unter der Haut, den Blubber, isoliert. Akustische Signale haben wie bei allen Walen eine wichtige Rolle. Narwale verwenden für die Kommunikation vielfältige Pfeiflaute. Für Zahnwale typisch wird Echoortung für die Jagd benutzt.

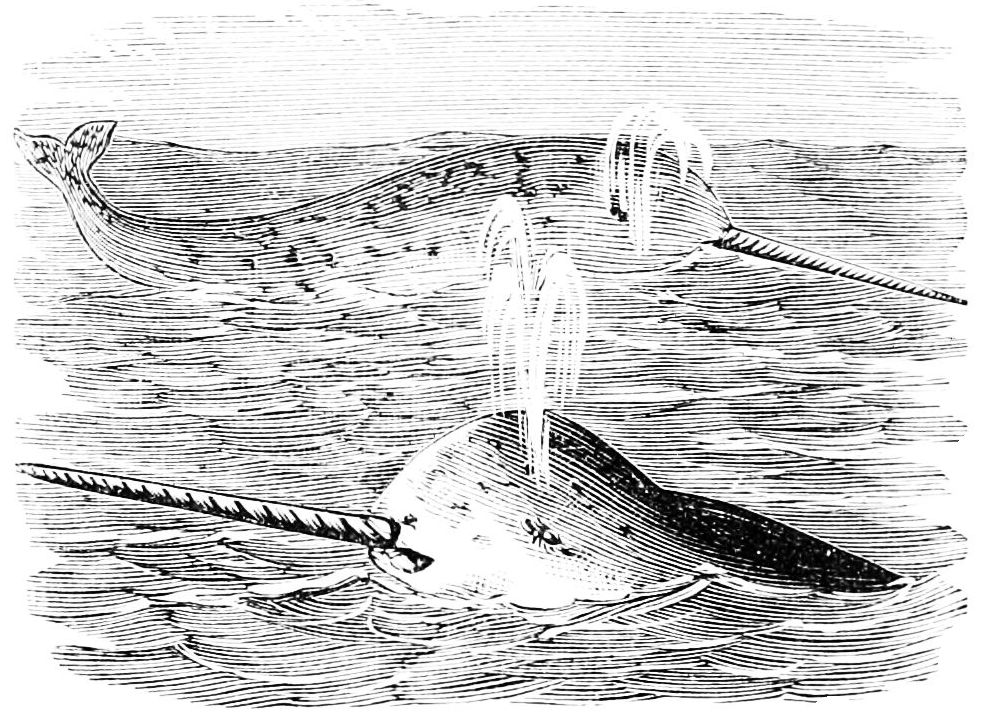
Narwale blasen Ausatemluft; Illustration aus Popular Science Monthly, Band 17, 1880

Im Blut wird der Sauerstoff wie beim Menschen von Hämoglobin gebunden, im Muskelgewebe von Myoglobin, welches das Muskelfleisch wie bei allen Meeressäugern dunkel färbt. Rund 10 % des Sauerstoffs bleiben in der Lunge, je rund 40 % gehen in das Blut und in das Muskelgewebe, die restlichen 10 % in andere Gewebearten. Primär speichert der Narwal den Sauerstoff, wie andere Wale auch, im Myoglobin seines Musculus longissimus, was ihn dazu befähigt, beim Tauchen theoretisch bis zu 15 oder 17 Minuten lang von seinem Vorrat zu zehren: Das Blut nimmt wenig Stickstoff auf, sodass beim Auftauchen nicht die für Menschen typische Taucherkrankheit entsteht. Die Ausatemluft wird dann aus den Lungen explosionsartig ausgestoßen – der Wal „bläst“.

## Verbreitung

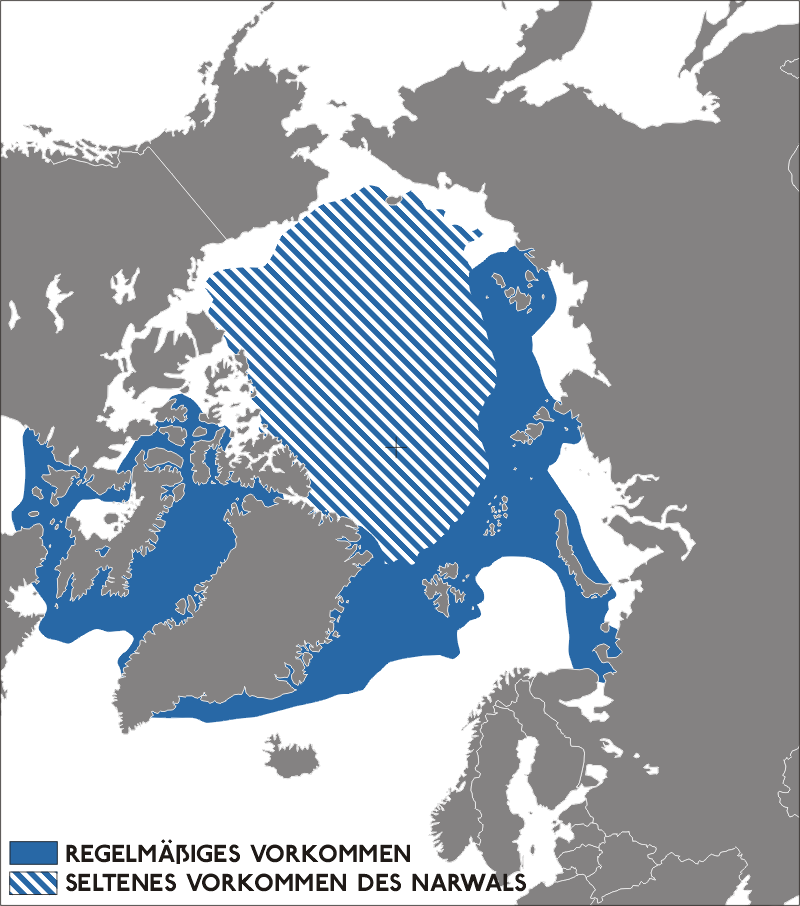
Zirkumpolare Verbreitung des Narwals

Narwale sind im gesamten Arktischen Ozean verbreitet und halten sich stets in der Nähe des Packeises auf. Am häufigsten treten die Wale rund um Grönland, in der Baffin Bay, der Hudson Bay und entlang der Küste Sibiriens auf. Seltener sind sie an der Küste von Alaska, in der Tschuktschensee und der Ostsibirischen See zu finden. Man nimmt heute an, dass es sich bei den Tieren östlich und westlich von Grönland um zwei relativ stark voneinander separierte Populationen handelt.
Im Sommer ziehen die Narwale weiter nach Norden als jedes andere Säugetier. Sie halten sich dann in den Fjorden Grönlands, vor allem im Kangerlussuaq (Inglefield Bredning), in der kanadischen Arktis und rund um Spitzbergen auf. Selbst im Winter bleiben Narwale normalerweise nördlich des Polarkreises.
Abgesehen von Spitzbergen kommen Narwale in Europa nur als Irrgäste vor. Wie aus Dokumentationen hervorgeht, wurden hier in den letzten 200 Jahren insgesamt nur etwa 20 Narwale gesichtet, vornehmlich vor der Küste Islands und Skandinaviens, wo sie gelegentlich auch strandeten. Sehr selten wurden verirrte Narwale sogar in der Nordsee gesehen. Die südlichste Sichtung stammt aus der Zuiderzee in den Niederlanden.

## Lebensweise
Narwale ernähren sich von einigen Fischarten, Tintenfischen und Krebstieren, die sie durch den von den kräftigen Lippen und der Zunge erzeugten Sog regelrecht „in den Mund saugen“.
Das gleichzeitige Vorkommen von Narwalen und Weißwalen in derselben Region ist sehr selten und wird natürlicherweise durch unterschiedliche Sommer- und Wintergründe vermieden. In Fällen, in denen es dennoch zu solchen Überschneidungen kam, ließ sich beobachten, wie die Tiere Konkurrenz dadurch umgingen, dass sie in unterschiedlichen Wassertiefen nach Nahrung suchten. Dabei bevorzugten die Narwale die tieferen Wasserschichten.
Neben dem Menschen stellen die Großen Schwertwale (Orcinus orca) wahrscheinlich den größten Feind der Narwale dar. Sie treiben die Narwale bei der Jagd gegen die Küste und können sie so leichter erbeuten. Beim Annähern von Schwertwalen, aber auch von Schiffen oder beim Geräusch von zerbrechendem Eis, zeigen die Narwale ein als adlingayuk (Inuktitut) bezeichnetes Verhalten: Sie verfallen in Regungslosigkeit und lassen sich lautlos im Wasser absinken.
Für Nordwest-Grönland wurden als Hauptnahrungsquelle im Frühjahr und Sommer der Polardorsch (Boreogadus saida) und der Grönlanddorsch (Arctogadus glacialis) ermittelt. Fische erwiesen sich auch bei anderen Analysen als Hauptnahrung für diese Jahreszeit (durchschnittlich etwa 93 Prozent des Mageninhaltes). Im Spätsommer und Herbst überwiegt dagegen der Anteil der Tintenfische und Krebstiere. Täglich frisst ein Narwal, abhängig von der Jahreszeit, etwa 45 bis 80 Kilogramm. Er taucht auf Beutesuche je nach Quelle bis zu 350 oder sogar bis zu 500 Meter tief und bleibt etwa fünfzehn Minuten unter Wasser. Zur Auffindung der Nahrung nutzt er sein „Sonarsystem“, wozu er intensive „Klicks“ ausstößt. Weitere Laute wie Pfeifen, Keuchen und Klickserien – vor allem im Ultraschallbereich – dienen der Kommunikation.

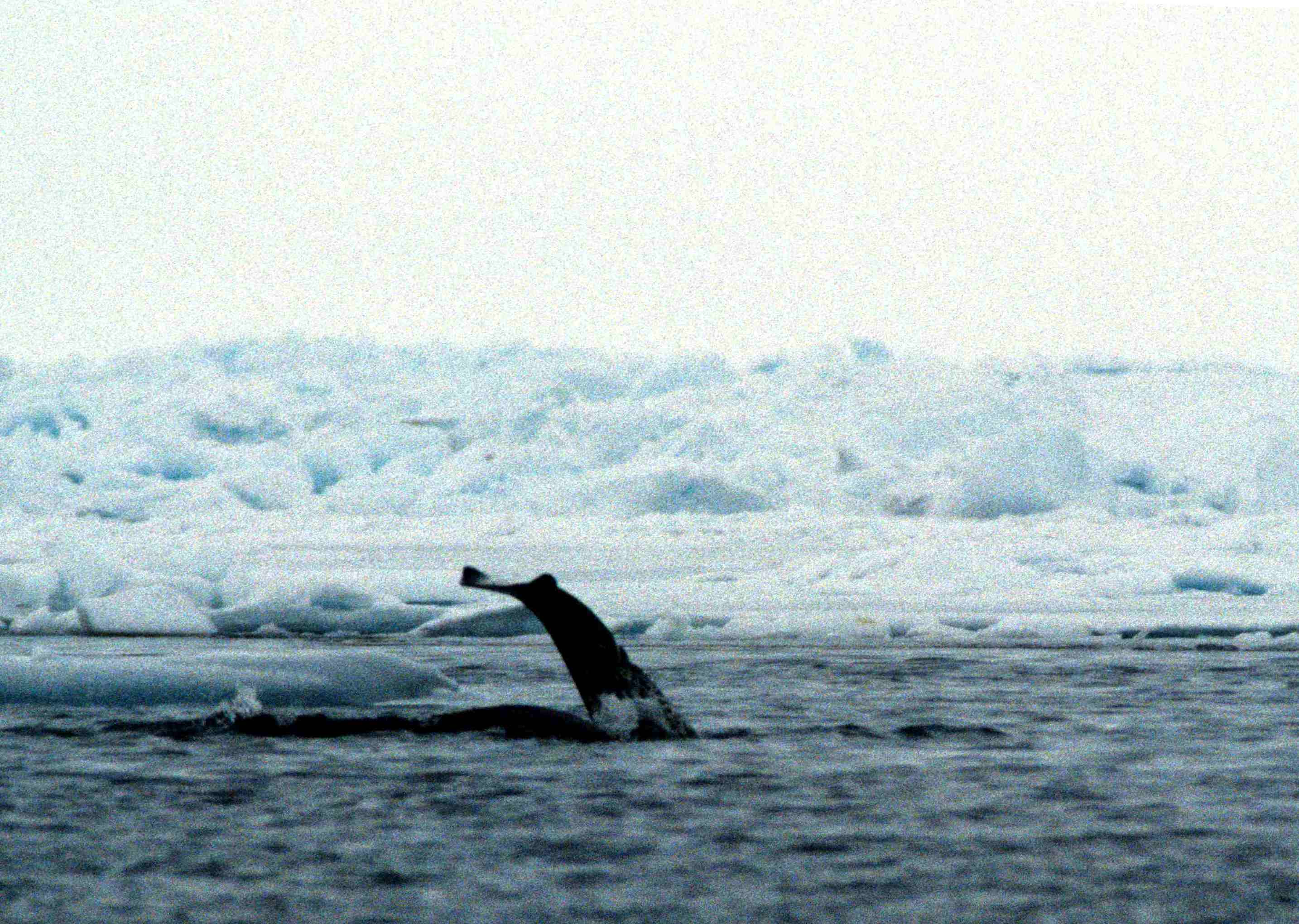
Fluke eines Narwals (Baffin Bay)

Narwale bleiben das ganze Jahr über in der Nähe des Packeises; innerhalb der Eisflächen sind sie in Polynjas und an Atemlöchern anzutreffen. Löcher in einer über 15 Zentimeter dicken Eisdecke werden durch kräftige Stöße mit der Stirn geöffnet oder offen gehalten. Obwohl sich bei den jahreszeitlichen Wanderungen Herden von tausend Tieren zusammenfinden können, bestehen Familienverbände („Narwalschulen“) üblicherweise nur aus fünf bis zwanzig Tieren – einem ausgewachsenen Männchen sowie mehreren Weibchen und Jungtieren. Solange sie noch nicht alt genug sind, die Führung einer Schule zu übernehmen, schließen sich jugendliche Männchen zu Verbänden zusammen.
Gelegentlich soll auch der Eisbär (Ursus maritimus) Narwale erbeuten. Der Grönlandhai (Somniosus microcephalus) greift Narwale wahrscheinlich nicht an und frisst nur die Kadaver toter Wale in Netzen. Dokumentiert sind dagegen tödliche Angriffe von Walrossen (Odobenus rosmarus). Durch schnell gefrierendes Eis können Narwale in Buchten oder Fjorden eingeschlossen werden, ein in Grönland als sassat bezeichnetes Phänomen. Die Wale können dann nicht mehr entkommen und sind gezwungen, Eislöcher zum Atmen offen zu halten; schließlich sterben sie an Erschöpfung oder werden von Eskimo-Jägern erbeutet.

## Fortpflanzung und Entwicklung

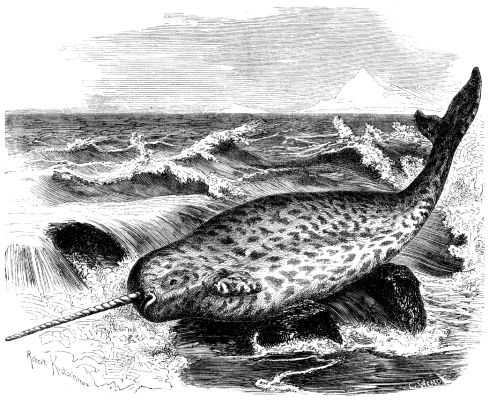
Narwal in Brehms Thierleben

Narwale werden im Alter von fünf bis acht Jahren geschlechtsreif; erste Trächtigkeiten treten allerdings erst mit sieben bis zwölf Jahren ein. Die männlichen Narwale haben dann eine durchschnittliche Länge von etwa 3,90 Metern, die weiblichen Tiere von etwa 3,40 Metern. Die Weibchen sind offenbar mehrfach im Jahr fruchtbar; die Paarungszeit liegt jedoch nur zwischen Ende März und Anfang Mai.
Über das Fortpflanzungsverhalten der Narwale selbst ist relativ wenig bekannt. Verschiedentlich wurde beobachtet, dass zwischen den Männchen regelmäßig Rivalenkämpfe stattfinden, bei denen die Stoßzähne als Waffe dienen. Abgebrochene Zähne und Stirnnarben sind nicht selten eine Folge dieser Auseinandersetzungen; sogar männliche Schädel, in denen die abgebrochenen Zahnspitzen gegnerischer Männchen steckten, wurden gefunden. Nach Lopez (1987) legen die Männchen in Gegenüberstellung ihre Stoßzähne nebeneinander, und das Tier mit dem kürzeren Stoßzahn erhält bei derartigen Kämpfen Abschürfungen oder manchmal ernsthafte Stichverletzungen – ein Hinweis auf die hierarchische Bedeutung der Stoßzähne.
Die Tiere sind offensichtlich polygyn, verpaaren sich also mit mehreren Weibchen, die sie gegen Rivalen verteidigen. Das Paarungsverhalten selbst wurde bislang nicht beobachtet. In einem Fall ließ sich durch DNA-Untersuchungen nachweisen, dass ein auffälliger Walschädel zu einem Tier gehört hatte, das aus einer Paarung eines weiblichen Narwals mit einem männlichen Beluga hervorgegangen war.
Die Tragezeit dauert etwa 14 bis 15 Monate; die Geburten erfolgen dementsprechend im Sommer zwischen Mai und August. Das meist einzige Junge ist bei der Geburt etwa 150 Zentimeter lang und wiegt rund 80 Kilogramm, Zwillingsgeburten sind selten. Der Stoßzahn bricht während des ersten Lebensjahres durch und entwickelt sich erst im Laufe mehrerer Jahre zur vollen Länge. Das Säugen erfolgt wahrscheinlich zwei Jahre lang. Während dieser Zeit wird die Mutter nicht von neuem trächtig.
Die Lebensdauer der Narwale beträgt etwa vierzig Jahre.

## Etymologie
Die erste wissenschaftliche Beschreibung des Narwals stammt von Carl von Linné (1758) unter dem bis heute gültigen Namen Monodon monoceros. Die deutsche Bezeichnung Narwal leitet sich vermutlich von dem norwegischen Wort nar ab, das mit „Leiche“ übersetzt werden kann und auf das Aussehen der Haut verweisen dürfte, die an einen menschlichen Leichnam erinnert. Eine andere Interpretation geht von altdeutsch narwa „eng“ aus und bezieht sich auf den Stoßzahn.

## Systematik
Der Narwal (früher auch Narwahlus vulgaris und microcephalus genannt) stellt die einzige Art der Gattung Monodon dar und bildet gemeinsam mit dem Weißwal (Delphinapterus leucas) die Familie der Gründelwale (Monodontidae). Dies wird vor allem mit verschiedenen Schädelmerkmalen, den verwachsenen Halswirbeln sowie mit enzymatischen und immunologischen Merkmalen begründet.

## Menschen und Narwale

### Wirtschaftliche Bedeutung

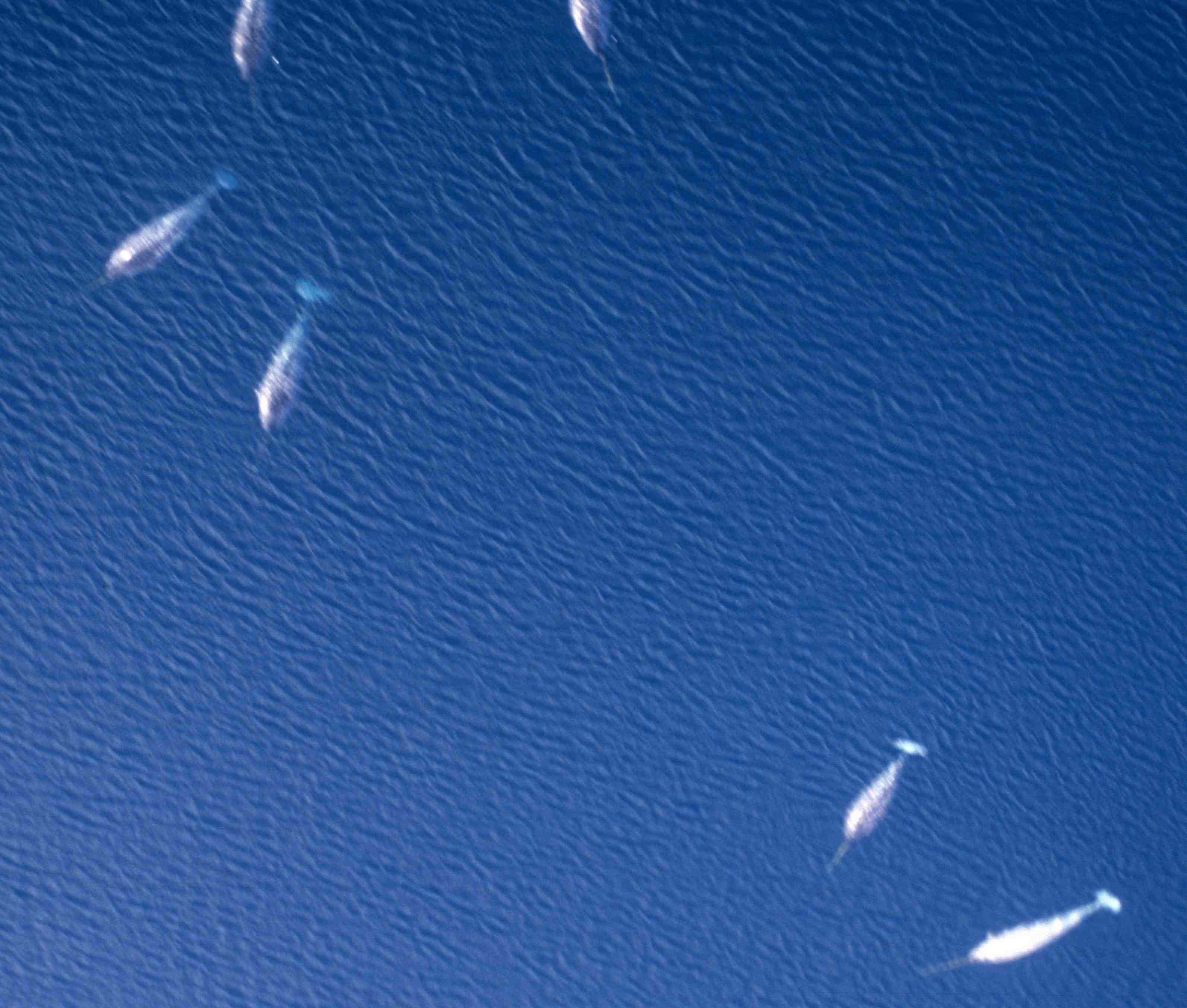
Narwale in der Creswell Bay (Nordostküste von Somerset Island)

Die Inuit Grönlands und Kanadas jagen den Narwal heute noch traditionell zu Nahrungszwecken und wegen des Stoßzahnes (siehe unten). Als Nahrung für Menschen und Hunde spielen vor allem die Innereien und das Muskelfleisch eine wichtige Rolle. Die Walhaut oder Walschwarte (Inuktitut „maktaaq“, grönländisch „mattak“) gilt wie beim Weißwal als Delikatesse. Das von den Inuit aus dem geklopften Walspeck gewonnene Tranöl wurde früher als Leucht- und Wärmequelle genutzt und hat heute allenfalls noch traditionelle Bedeutung, wenn es für die Entzündung einer Steinöllampe („Qulliq“) verwendet wird. Der inländische Handel mit „mattak“ stellt in Grönland noch immer eine wichtige Einnahmequelle der Inuit dar. So werden im Gebiet von Thule mit traditionellen Methoden jährlich etwa 150 bis 200 Narwale erlegt. Insgesamt beträgt die Fangquote von Narwalen in Grönland und Kanada jährlich etwa 1000 bis 1100 Tiere. Bei einer angenommenen Gesamtpopulation von 23.000 Narwalen sind solche Fangzahlen nach Einschätzung verschiedener Experten gerade noch für das Populationswachstum tolerierbar.
Ein bedeutender Aspekt für wirtschaftlich betriebenen Narwalfang war die Gewinnung der Stoßzähne. Erste Berichte vom Handel mit Narwalzähnen tauchen um 1100 auf; die Wikinger tauschten sie auf ihren Grönlandfahrten von Inuit ein. Noch immer gelten die Elfenbeinzähne von Narwal, Walross und Elefant sowie daraus hergestellte Gegenstände als sehr wertvoll; die Jagd auf die genannten Tiere und der Elfenbeinhandel sind jedoch streng reglementiert.

### Kulturelle Bedeutung

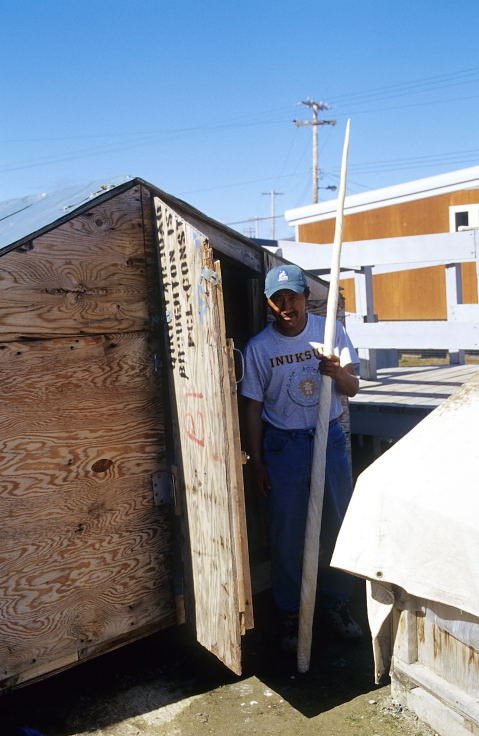
Inuit-Künstler Tony Atsaniq mit Narwalzahn

Der Narwalzahn galt seit dem Mittelalter als Stirnwaffe des in Fabeln beschriebenen Einhorns, dessen Existenz durch diesen einzigen greifbaren Nachweis gesichert schien. Solange die Herkunft der gedrehten Zahnstangen unbekannt war, wurde dieses „Ainkhürn“ mit Gold aufgewogen. Seit dem 13. Jahrhundert ist der Narwalzahn als Reliquie im Besitze sakraler Institutionen Europas nachweisbar. Die Kirchenväter und nach ihnen zahlreiche mittelalterliche Autoren bestätigten die Gleichsetzung der Einhornjagd mit der Menschwerdung Christi durch die Jungfrau Maria. Die Legende heidnischen Ursprungs erhielt so eine Legitimation, in mittelalterlichen Schriften und Bildwerken präsent zu sein. Kreuzritter raubten zwei Narwalstoßzähne in Konstantinopel und schenkten diese dem Markusdom in Venedig, wo sie noch heute aufbewahrt werden.
Der Glaube an die Wirkung des „Horns“ als Antidot, von antiken Autoren aus asiatischen Quellen der Legende übernommen, blieb im Islam immer präsent und erhielt in Europa durch die Befrachtung mit christologischer Symbolik noch stärkeres Gewicht. Im 14. Jahrhundert begannen auch weltliche Herrscher, Narwalzähne in den Staatsschatz aufzunehmen. Die Habsburger waren im Besitz eines Narwalzahnes und mehrerer Objekte aus dessen Elfenbein. 1671 wurde der dänische König Christian V. auf einem Thron gekrönt, der ausschließlich aus Narwalzähnen hergestellt war.
Heilkundige verbreiteten die Lehre, potentielle Opfer von Giftanschlägen seien bei Gebrauch von Bechern oder Geschirr aus der Stange des Einhorns immun. Darüber hinaus setzten die Ärzte das Pulver des Narwalzahns als Heilmittel gegen die Pest ein. Der Gegenwert, den man auf die Waagschale legte, erreichte schließlich das zwanzigfache des Zahngewichtes in Gold.
Erst im 17. Jahrhundert war es nordischen Walfängern möglich, den begehrten Zahn selbst zu besorgen. Auch Wissenschaftler und wohlhabende Privatpersonen konnten sich Narwal-Zähne leisten und beschäftigten sich mit der Existenz des Fabeltieres und der pharmazeutischen Wirksamkeit dieser Stirnwaffe. 1638 erkannte der Arzt und Naturforscher Ole Worm die vermeintliche Einhornstange als Narwalzahn (lateinisch als Unicornu bezeichnet) und machte dem Missverständnis ein Ende, ohne aber die Wirksamkeit als Medizin in Frage zu stellen. Auch dem Glauben an die Existenz des Land-Einhorns taten Worms Erkenntnisse keinen Abbruch. Die meisten Wissenschaftler akzeptierten den Narwalzahn ohne weiteres als Stange eines See-Einhorns. Lediglich der Symbolwert des gedrehten Zahnes, der ja an das Landtier gebunden war, ging verloren. Aufgrund des erhöhten Angebots brachen die Preise um die Jahrhundertmitte vollständig ein, zumal auch die Pestwelle nach dem Dreißigjährigen Krieg verebbte.
In Hann. Münden, Hardegsen und Beverungen, alle in einem kleinen Gebiet fern des Meeres, tritt der Narwal als in Holz geschnitztes Motiv an Fachwerkhäusern auf. Das Narwalhaus in Hann. Münden aus 1650/1680 trägt es sogar 98-mal. Die Häuser im nahen Hardegsen stammen überwiegend aus der Zeit nach dem Stadtbrand vom 24. Dezember 1678.
Heute ist das Elfenbein des Narwalzahns neben dem von Walrosszähnen wichtiges Ausgangsprodukt für wertvolle Skulpturen von Inuit-Künstlern.

### Umweltbelastung
Wie für alle Meeressäuger stellt Umweltverschmutzung für die Narwale eine große Bedrohung dar. Als Fischfresser nehmen sie die in ihren Beutetieren abgelagerten Giftstoffe, vor allem Schwermetalle wie Quecksilber, Blei und Cadmium, auf und speichern sie in der Leber, den Nieren, dem Muskelgewebe und im Körperfett. Die Belastungen mit Schwermetallen sind regional unterschiedlich. Während in kanadischen Gewässern die Cadmiumbelastung extrem hoch ist, sind rund um Grönland die Bleiwerte deutlich überhöht.
Unter den aus Pestiziden stammenden Chlorkohlenwasserstoffen spielen vor allem die polychlorierten Biphenyle (PCB) eine Rolle, daneben Dichlordiphenyltrichlorethan (DDT), Dieldrin, Hexachlorcyclohexan (Lindan) und Chlorbenzen. Diese Stoffe finden sich vor allem im Fettgewebe der Wale. Vergleiche mit der Belastung anderer Wale haben ergeben, dass Narwale organische Giftstoffe offenbar langsamer abbauen als andere Zahnwale.

### Schutzbestimmungen

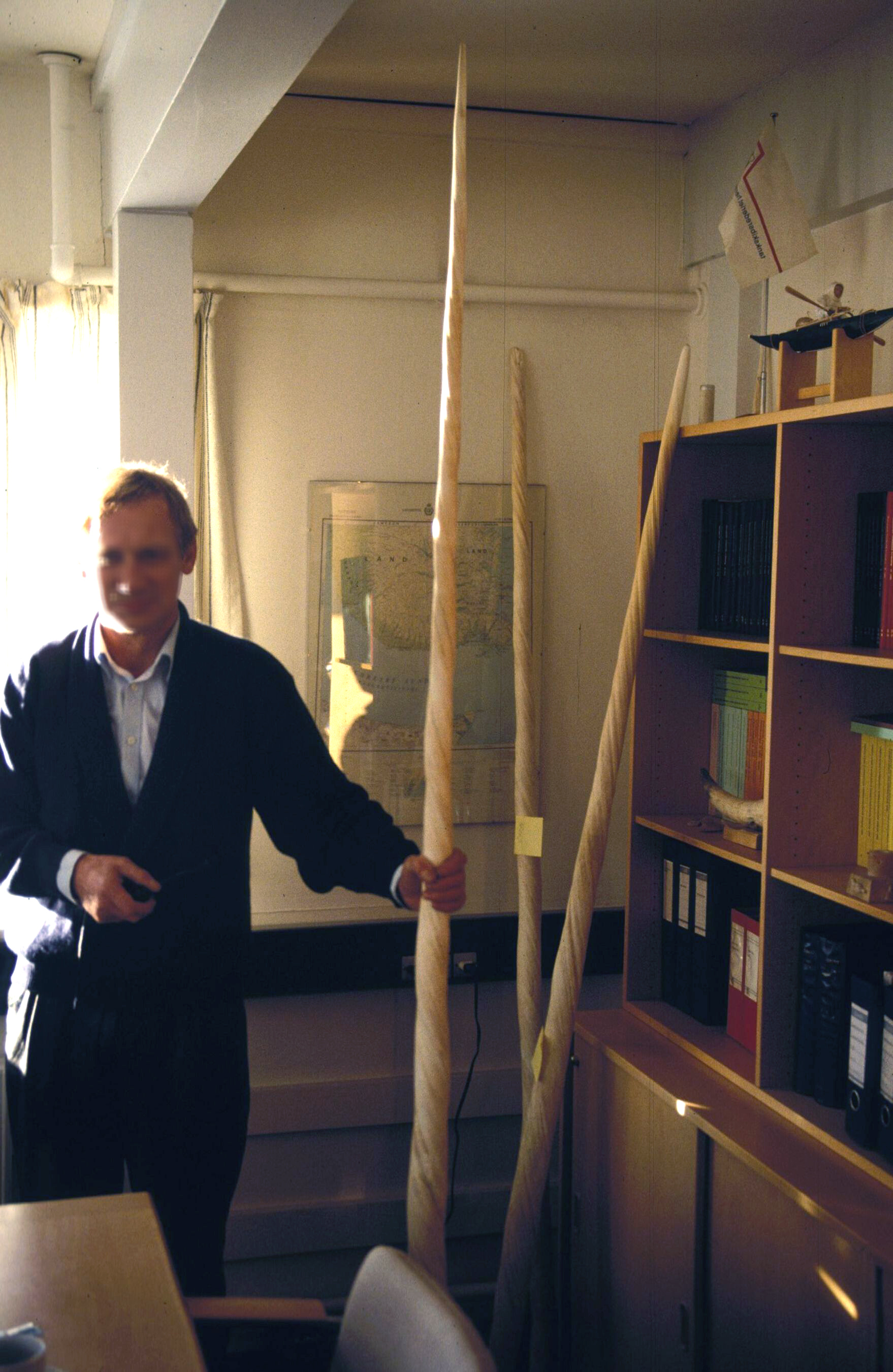
Narwalzähne in der Verwaltung von Ittoqqortoormiit

Der Narwal ist international geschützt. Er ist im Washingtoner Artenschutzabkommen im Anhang II gelistet; ein internationaler Handel mit Narwalprodukten ist dementsprechend untersagt. Hinzu kommen spezielle Gesetze in verschiedenen Staaten, welche die Jagd und den Handel mit Narwalprodukten streng reglementieren.
Zum Erhalt von Traditionen gelten für die Inuit von Kanada und Grönland besondere Regeln. So steht der Narwal in Kanada seit 1971 durch den „Fisheries Act“ unter Schutz, jedoch ist eine Fangquote von fünf Tieren für die indigene Bevölkerung pro Jahr und Jäger erlaubt. Seit 1978 wurde das Gesetz verschärft: Heute sind in Kanada Jungtiere sowie weibliche Tiere mit Jungtieren vollständig geschützt. Außerdem müssen Kadaver erlegter Narwale restlos verwertet werden. Die Quote wird über ein Etikettensystem kontrolliert. Jäger müssen an jedem Stoßzahn und Kadaver ein Etikett anbringen. Der Besitz eines Stoßzahns oder eines Kadavers ohne Etikett steht unter Strafe.
In Grönland dürfen nur Einwohner Grönlands, die ausgewiesene Jäger sind, Narwale erlegen. Dabei gibt es keine Quotenregelung, regional sind jedoch die Fangmethoden reglementiert, um die Fangverluste gering zu halten. Außerdem dürfen nicht mehr Wale getötet werden, als direkt nach der Jagd zum Heimatort des Jägers transportiert werden können. Das gesamte Fleisch muss verwertet werden. Im Raum um Thule ist der Fang der Wale mit Motorbooten verboten.
In Norwegen dürfen Kleinwale wie der Narwal nur mit spezieller Genehmigung des Ministeriums für Fischerei gefangen werden, weshalb der Narwal in Norwegen praktisch nicht gejagt wird. In den Nachfolgestaaten der Sowjetunion ist der Narwal vollständig geschützt. Durch den „Marine Mammal Protection Act“ von 1972 ist die Einfuhr von Narwalprodukten in die USA untersagt. In Europa wurde der Import in alle EU-Länder durch die EU-Richtlinie No. 3626/82 aus dem Jahr 1982 mit Gültigkeit bis 31. Dezember 1996 verboten und das Importverbot aufrechterhalten durch die EU-Verordnung 338/97 vom 9. Dezember 1996.